# Maria Domingues Vargas
Maria Domingues Vargas (20 de dezembro de 1956) é uma pesquisadora brasileira, titular da Academia Brasileira de Ciências na área de Ciências Químicas desde 2006. É professora do Instituto do Química da Universidade Federal Fluminense.
Foi condecorada com a Grã-Cruz da Ordem Nacional do Mérito Científico.